# Pierre Joseph Desault
Pierre-Joseph Desault, né le 6 février 1738 au Moulin-Rouge, écart de Vouhenans et mort le 1er juin 1795 à Paris, est un chirurgien et anatomiste français.
Maître des Bichat, des Dupuytren, des Larrey, des Chopart, Desault est, à proprement parler, l’initiateur et le fondateur de l’école chirurgicale du XIXe siècle.

## Biographie

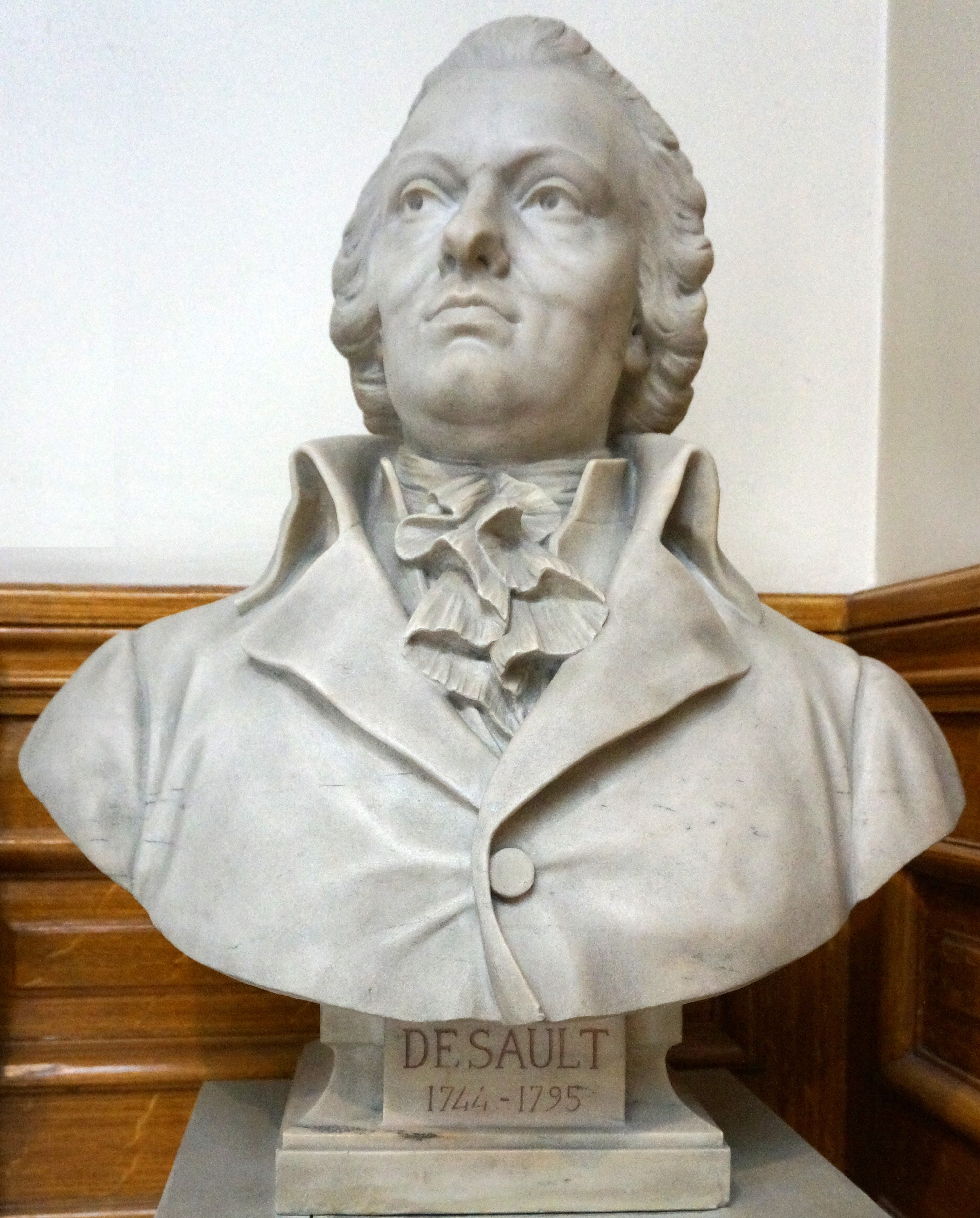
Buste de Desault au Musée d’histoire de la médecine.

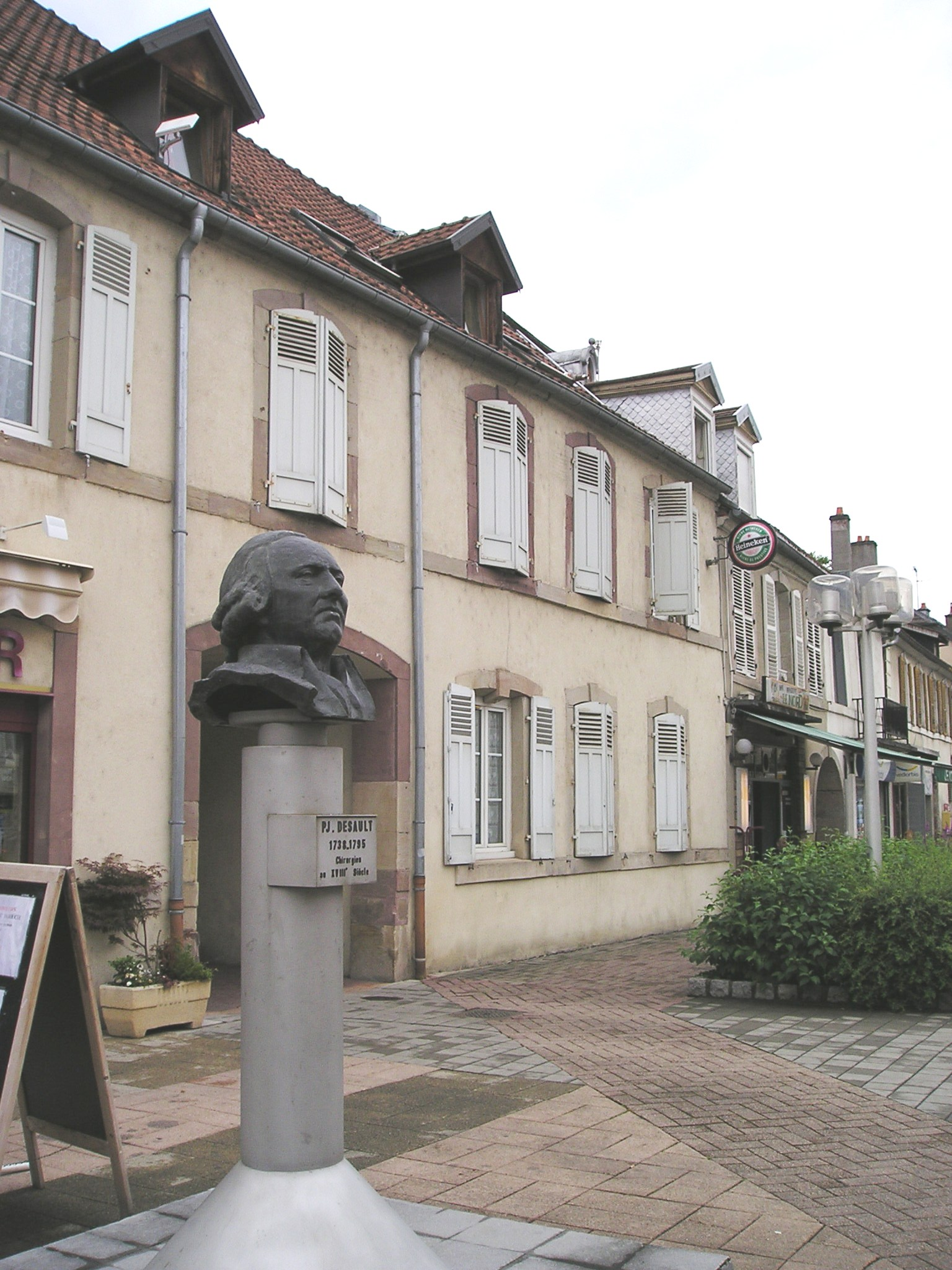
Monument à Desault à Lure.

Sixième enfant de Jeanne Varin et de Claude-Joseph Dusault, meunier, l’industriel Jacques-Antoine Praileur, ayant remarqué très tôt ses facultés intellectuelles, l’envoie à Lure chez un précepteur qui lui apprend assez de français et de latin pour lui permettre d’intégrer, à l’âge de douze ans, la classe de cinquième au collège de Lure. Il y continue l’étude du latin, au point de pouvoir traduire, à l’âge de dix-sept ans, le De motu animalium de Borelli.
Après cinq années d’études, rentré chez lui, il résiste à la volonté de son père de le voir étudier la théologie, pour embrasser la profession de chirurgien, sous la direction d’un chirurgien de son village. En 1759, peu satisfait de son apprentissage, il part se perfectionner à l’hôpital militaire de Belfort, où il a le chirurgien Balthazard Viguier pour professeur. Au bout de trois ans à Belfort, après avoir soigné les derniers blessés de la guerre de Sept Ans, il monte, en 1764, à Paris, où il suit, pendant deux années, les leçons des anatomistes comme Jean-Louis Petit, et des chirurgiens les plus renommés de l’époque, vivant du produit de leçons particulières de mathématiques qu’il donnait à ses condisciples.
En 1766, les connaissances qu’il a acquises lui permettent d’ouvrir, à l’âge de vingt-huit ans, un enseignement public suivi par plus de 300 élèves, la plupart plus âgés que lui, d’anatomie en hiver et de chirurgie en été, enseignant l’anatomie sur des cadavres et non plus sur les planches murales ou sur des pièces de cire. La précision et la nouveauté de ses leçons lui attirent, en dépit de sa jeunesse et d’un défaut d’élocution, un grand nombre d’élèves, et même d’enseignants. Ce succès, néanmoins, monte contre lui les professeurs de la faculté et la confrérie des chirurgiens de Saint-Côme, mécontents de voir leurs écoles désertées au profit d’un jeune homme à peine sorti de l’école. Ils usent du droit que leur donne le règlement pour lui interdire de donner des cours, qu’il dut alors continuer sous le nom d’un médecin célèbre. Il lui faut l’appui d'Antoine Louis, et de La Martinière, alors chefs de la chirurgie.
Sa réputation commençant à s’établir, il aspire, après dix années de professorat, au poste de professeur à l’école pratique, mais il lui faut au préalable être reçu membre du Collège de chirurgie, ce que ne lui permettent pas ses ressources. En 1776, le Collège accepte de faire une exception et de le recevoir, à la condition de s'acquitter, aussitôt que possible, de la somme exigée par le règlement. Antoine Louis, à la bourse duquel il doit pareillement recourir, pour solder les frais de réception au collège des chirurgiens de Saint-Côme, préside sa thèse sur les calculs biliaires, proposant d’aplatir la concavité du gorgeret, pour le modifier de manière à rendre l’instrument plus commode pour l’opération de la taille.
Une fois membre de la prestigieuse Académie de chirurgie, il prend peu d’intérêt à ses travaux, n’écrivant pour elle qu’un seul mémoire. Un de ses amis lui reprochant un jour de ne pas y assister : « Je suis, répondit-il en riant, comme les substances salines, je ne cristallise qu’en repos. » Il monte néanmoins en grade, chirurgien chef de l’hôpital de la Charité en 1782, puis chirurgien chef de l’Hôtel-Dieu, le plus vaste et le plus renommé de tous les hôpitaux de Paris, en 1788, pour succéder à Ferrand et Moreau. C’est là qu’il crée la clinique chirurgicale, où nombre d’étudiants français et étrangers viennent se former.
Au moment où survient la Révolution française, il est acclamé comme « le premier chirurgien d’Europe ». En 1791, il lance un Journal de chirurgie, qui dure jusqu’en 1794, dans lequel il n’a jamais écrit, mais qui expose, au travers d’articles rédigé par ses élèves, sa doctrine, ses leçons sur les maladies des voies urinaires et les observations intéressantes recueillies à la clinique de l’Hôtel-Dieu. Dévoué aux malades et aux blessés de la Révolution, il reçoit une médaille d’or de ses élèves, et est nommé professeur de clinique chirurgicale et membre du comité de santé des armées, sous le ministère de Servan, en 1792.
Durant la Terreur, Chaumette, alors tout puissant procureur syndic de la Commune, et dont il s’est fait un ennemi pour avoir dénoncé l’incurie de l’administration de l’Hôtel-Dieu, le dénonce à la municipalité comme ayant refusé de donner ses soins aux blessés du 10 août, alors qu’au contraire ils remplissaient les salles de l’Hôtel-Dieu:36. Le 28 mai 1793, un mandat d’arrêt ayant été lancé par le comité révolutionnaire, à 10 heures du matin l’Hôtel-Dieu et son amphithéâtre sont entourés de soldats, qui l’enlèvent au milieu de sa leçon, pour l’incarcérer comme suspect au Luxembourg. Il doit sa libération à une pétition rédigée par une cinquantaine de médecins, de nombreuses réclamations pour sa remise en liberté de ses élèves et des malades et l’intercession de François Antoine de Fourcroy. Le comité de sûreté générale prend un arrêté qui le rend au bout de trois jours à ses fonctions, qu’il doit continuer deux années encore.
Sorti de prison, il continue à se dévouer à l’enseignement de la chirurgie, partout abandonné et, après la chute de Robespierre, il cherche à rendre son école plus utile à l’instruction, mais son projet va à l’encontre du plan du comité d'instruction publique d’abolir le Collège de chirurgie et la Faculté de médecine pour établir une École de Santé, où sa propre école est, comme les autres, fusionnée pour devenir une branche de l’institution générale. Bien qu’il y ait été nommé professeur de clinique externe, Desault désapprouve le plan de cette École qui, en fusionnant l’enseignement de la médecine et la chirurgie, lui semble ne donner à chacune qu’un rôle superficiel. Unir dans la pratique la médecine et la chirurgie, c’était, selon lui, ne pouvoir bien exercer ni l’une ni l’autre.
En 1795, il est chargé de donner des soins au dauphin incarcéré à la tour du Temple, mais les vives émotions de ces temps violemment troublés l’ont prématurément vieilli et ont fortement altéré sa vigoureuse constitution. Profondément affecté par les évènements de l’insurrection du 1er prairial an III, qui lui font redouter un retour des proscriptions de 1793, il est pris, dans la nuit du 29 au 30 mai 1795, d’une fièvre ataxique, occasionnant un délire, où il revoit sans cesse un de ses meilleurs amis, Kervélégan, frappé par les émeutiers, se croyant chargé de chaînes, voyant la guillotine se dresser devant lui, et hurlant : « Ôtez-moi cette chemise ensanglantée ! » La maladie l’emporte en trois jours, malgré les soins de Corvisart, assisté des citoyens Lepreux et Laurent. Une rumeur s’étant propagée selon laquelle Desault aurait été empoisonné pour avoir refusé d’exécuter certains projets criminels du gouvernement révolutionnaire, qui aurait désiré la mort du dauphin:86, l’autopsie réalisée sur le cadavre de Desault, à la demande des Thermidoriens, n’indique « aucune trace de poison dans ses organes ».
Desault a peu écrit, mais il a exercé, par la valeur de son enseignement clinique, un ascendant considérable sur ses nombreux élèves. Également remarquable comme opérateur que comme professeur, il a fait faire un grand pas à l’anatomie chirurgicale. La chirurgie lui doit un grand nombre d’inventions ou de perfectionnements importants, parmi lesquels on remarque ses appareils pour les fractures en particulier de la clavicule et pour les maladies des voies urinaires, dans lesquelles il fut le premier à utiliser les sondes en gomme. Il a simplifié l’opération de la fistule à l’anus. En 2004, à Cassino (Italie), un colloque lui est consacré comme l’inventeur de la néphrologie. Il est parmi les premiers à pratiquer la trachéotomie. Il est également pionnier du débridement des plaies.
Il ne publie presque rien lui-même, mais il met au jour, avec son ami le chirurgien François Chopart, un Traité des maladies chirurgicales, paru en 1780. Xavier Bichat, l'un de ses élèves les plus distingués, publie sous son nom quatre volumes d'Œuvres chirurgicales en 1798-1799.
À sa mort, la nation donne à Marguerite Thouvenin, la veuve de celui que ses élèves surnommaient « le bourru bienfaisant », une pension de 2 000 livres. Son unique enfant, Alexis-Mathias, encore jeune à la mort de son père, ne parvient pas à l’âge mûr.

## Hommages
Une rue Pierre-Joseph-Desault existe aussi dans le 13e arrondissement de Paris.
Un service d'hospitalisation porte son nom à l'hôpital André Mignot au Chesnay.
Une rue de Lure porte son nom et une statue de son buste a été érigée sur un trottoir au bord de la rue de la République à Lure.

## Publications

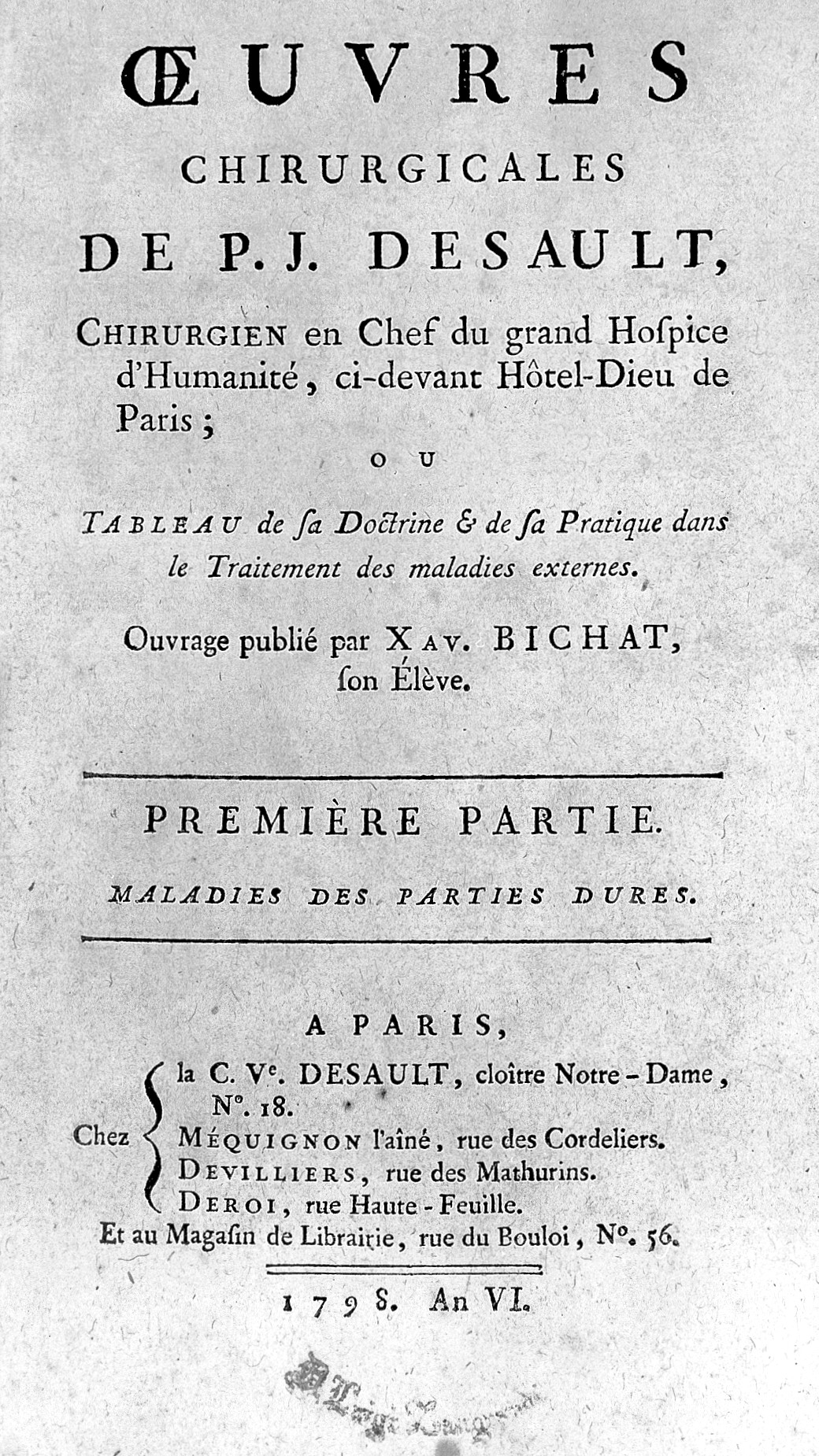
P. J. Desault Œuvres chirurgicales, 1798.

- Œuvres chirurgicales. Maladies des parties dures. Maladies des parties molles, Paris, Vve Desault, Méquignon, Devilliers, Deroi, 1798, 2 vol.

1. « Première partie », Texte intégral.
2. « Seconde partie », Texte intégral.

- Traité des maladies des voies urinaires, [augmenté et publié par Xavier Bichat, ouvrage extrait du Journal de Chirurgie], 1798, lire en ligne sur Gallica.